# Полегшене резервування
Поле́гшене резервува́ння — спосіб резервування елементів, при якій резервні елементи знаходяться в частково навантаженому стані і мають меншу інтенсивність відмов, ніж основні елементи. Полегшене резервування використовується в радіоелектронній апаратурі.
Граничними випадками полегшеного резервування є навантажене резервування і ненавантажене резервування. При дослідженні систем з полегшеного резервування звичайно припускають, що ймовірність відмови за час {\displaystyle \!dt} для основного елемента рівна {\displaystyle \!\lambda dt}, а для резервного {\displaystyle \!\lambda _{1}dt}, де {\displaystyle \!\lambda _{1}<\lambda }. Хай система складається з {\displaystyle \!n} основних і {\displaystyle \!m} резервних елементів. Якщо елементи, що відмовили, не відновлюються, то середній час до відмови системи, що характеризується наявністю {\displaystyle \!m+1} елементів, що відмовили.
{\displaystyle \!t{}_{ser}={\frac {1}{\lambda n}}+{\frac {1}{\lambda n+\lambda _{1}}}+\ldots +{\frac {1}{\lambda n+\lambda _{1}m}}.}
Якщо елементи, що відмовили, відновлюються, причому є {\displaystyle \!r} операторів, кожний з яких відновлює один елемент за випадковий час з густиною {\displaystyle \!\mu e^{-\mu t},\,\,t>0}, то стаціонарна ймовірність безвідмовної роботи системи рівна {\displaystyle \!(\theta _{0}+\ldots +\theta _{m})/(\theta _{0}+\ldots +\theta _{n+m})}, де {\displaystyle \!\theta _{j}=(\lambda _{0}\ldots \lambda _{j-1})/(\mu _{1}+\ldots +\mu _{j}),\,\,\lambda _{j}=n\lambda +(m-j)\lambda _{1}} при {\displaystyle \!j\leq m,\,\,\lambda _{j}=(n+m-j)\lambda }, {\displaystyle \!j>m,\,\,\mu _{j}=j\mu }, {\displaystyle \!j\leq r,\,\,\mu _{j}=r\mu } при {\displaystyle \!j>r}. Остання формула у разі {\displaystyle \!r\geq n+m} виконується також при довільному розподілі часу відновлення елемента, якщо середній час відновлення рівний {\displaystyle \!1/\mu }. Математичне сподівання довжини інтервалу між відмовами такої системи дорівнює {\displaystyle \!(\theta _{0}+\theta _{1}+\ldots +\theta _{n+m})/(\lambda n\theta _{m}).}
При {\displaystyle \!{\frac {\lambda }{\mu }}\to 0} розподіл цього інтервалу при відповідній зміні масштабу часу збігається до експоненційного розподілу.
І. М. Коваленко